# Rhipidomys couesi
Rhipidomys couesi é uma espécie de roedor da família Cricetidae.
Pode ser encontrada nos seguintes países: Colômbia, Equador, Peru, Trinidade e Tobago e Venezuela.